# Castel del Monte
A Castel del Monte (eredeti nevén Castrum Sancta Maria de Monte) a legismertebb a II. Frigyes német-római császár által épített várak közül. Olaszország délkeleti részén, Puglia régióban fekszik Andria városától nem messze. Része volt annak a várhálózatnak, amelyet a császár építtetett a Szicíliai Királyság belső rendjének biztosítása céljából a mai Basilicata és Puglia régiók területén.
Az 1240-es években épült várat Apulia kőkoronájaként is említik, különleges, nyolcszögletű alaprajza miatt. A vár nem hadászati szempontok szerint épült, és a hiányos korabeli dokumentumok alapján csak következtetni lehet esetleges ceremoniális szerepére. A vár virágkora egybeesett II. Frigyes uralkodásával, a császár halála után pusztulásnak indult. Szépségét és különlegességét 1876-ban fedezték fel ismét, amikor az olasz állam felvásárolta, majd több évtizedes munkálatok során helyreállíttatta. A várat – köszönhetően érdekes és egyedi építészeti megoldásainak – az UNESCO 1996-ban a világörökség részévé nyilvánította.

## Fekvése
A Castel del Monte Andria városától 18 km-re délre, Ruvo di Pugliától 21 km-re nyugati irányban, a Murgia-fennsík egyik magaslatán (540 m), a Terra di Bari vidékén, az egykori Santa Maria del Monte kolostor közelében áll, amely egyben névadója is (a latin Castrum Sancta Maria de Monte elnevezésből alakult ki a Castel del Monte alak). Közigazgatásilag Andria része, a város egyik perifériája. Földrajzi koordinátái: é. sz. 41° 05′ 03″, k. h. 16° 16′ 17″41.084167°N 16.271389°E

## A vár építésének története
A Castel del Monte kopár vidék közepén, egy messziről látható domb tetején áll. Keletkezésének körülményeit homály fedi, általában II. Frigyes német-római császár és szicíliai király kedvenc vadászkastélyaként tartják számon.
Eredetileg a közeli, de már akkor elhagyatott kolostor után (Santa Maria del Monte) kapta nevét, amint az a császár egyik rendeletéből kiderül. Egy 1240. január 29-én kelt levelében II. Frigyes arra utasította Riccardo di Montefuscolót, Capitanata helytartóját és bíráját, hogy nagy mennyiségű mészkövet vásároljon …pro castro quod apud Sanctam Mariam de Monte fieri volumus, azaz azon vár számára, amit Sancta Maria del Monte közelében építeni akart. Ez az egyetlen fennmaradt írásos dokumentuma az építkezésnek, és mivel a benne használt actractum latin szó jelentése változó, jelentheti mind a kőzetburkolat és alapkiépítést, mind a tető befedését. Kérdés, hogy a levél maga a vár megépítésére vonatkozó parancs vagy csak egy időszakos beszámoló, ami a császár kérésére íródott. Tény azonban, hogy 1240-ben már folyt a vár építése. Egyes történelmi feljegyzésekből a szakemberek arra következtettek, hogy a vár építését már 1240-ben befejezték. Ennek bizonyítéka az 1241–1246 között íródott Statutum de reparatione castrorum („A kastélyok rendbehozatalára vonatkozó rendeletek”), amely már kész építményként listázza. Valószínűsítik ugyanakkor, hogy az atractum a tető megépítésére vonatkozik, hiszen a vár sziklás talajra épült, emiatt nem volt szükség különösebb alapozásra.

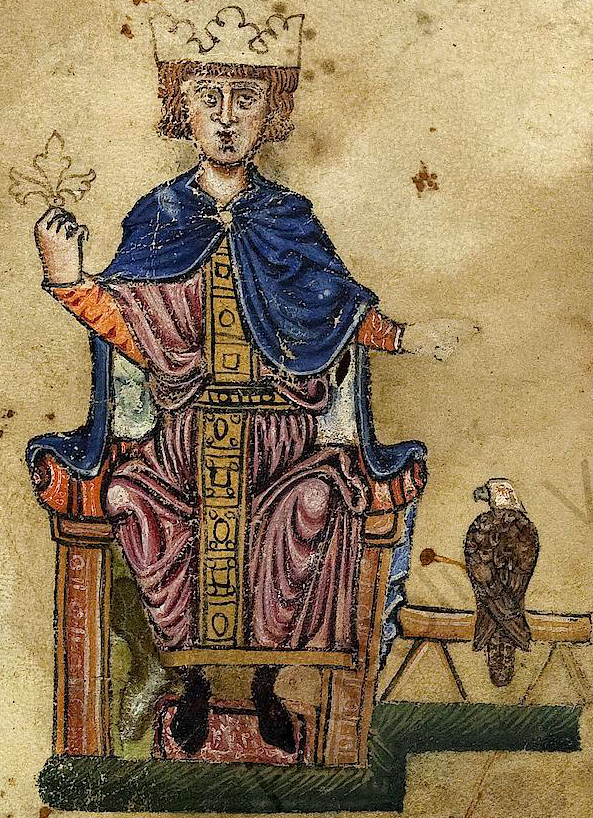
II. Frigyes német-római császár

Egyes régészeti kutatások szerint egy korábbi, a longobárdok vagy normannok által épített vár helyén épült fel, noha ennek romjai nem maradtak fenn.
A vár építészének kilétéről sincsenek pontos adatok: valószínűsítik, hogy Riccardo da Lentini volt, aki korábban már épített a császárnak (az ő munkája többek között a cataniai Castello Ursino). Egyes elméletek szerint maga a császár is részt vett a vár tervezésében, mivel nagy érdeklődést mutatott az okkultizmus és az asztrológia, valamint a pontos geometriai formák iránt, feltételezik, hogy a nyolcszögletű építmény ennek hatására született meg.
A várban tartott ünnepségekről kevés feljegyzés maradt fenn. Egyik ezek közül Violante, II. Frigyes és Bianca Lancia leányának esküvője Riccardo Caetanival, Caserta grófjával.
Szicíliai Manfréd (II. Frigyes törvénytelen fia és utódja) halálával megszűnt a Hohenstaufen-ház uralma Dél-Itália felett. A vár az új uralkodók, az Anjouk birtokába került. I. Károly felújíttatta és börtönnek használta (itt raboskodtak többek között Manfréd fiai is). A király a Del Balzo nemesi családnak ajándékozta az építményt. 1308-ban itt kötött házasságot Aragóniai Beatrix hercegnő és Betrando del Balzo. A vár nyújtotta biztonságot II. Johanna nápolyi királynő is igénybe vette, amikor 1350-ben ide menekült a Nápolyi Királyságot feldúló magyar csapatok elől. Az aragóniai királyok trónra jutásával a Castel del Monte ismét visszakerült a nápolyi királyok birtokába. Egy korabeli feljegyzés arról tanúskodik, hogy a várban több napot is töltött I. Ferdinánd, miután 1459-ben Barlettában megkoronázták. 1552-ben a vár a Caraffa di Rufo hercegek tulajdonába került.
Az 1656-os pestisjárvány idején Andria lakossága a várban keresett menedéket. Ezt követően a vár elnéptelenedett és pusztulásnak indult. A 18. század végén, a 19. század első felében pásztorok és útonállók (briganti) lakták. Ebben az időszakban pusztult el a falakat borító márványburkolat, a várat díszítő értékes szobrokkal együtt.
1876-ban az olasz állam jelképes összegért, 250 000 líráért átvette a Caraffáktól a vár tulajdonjogát, de a család tagjai megtarthatták az Andria és Castel del Monte hercegei címet.

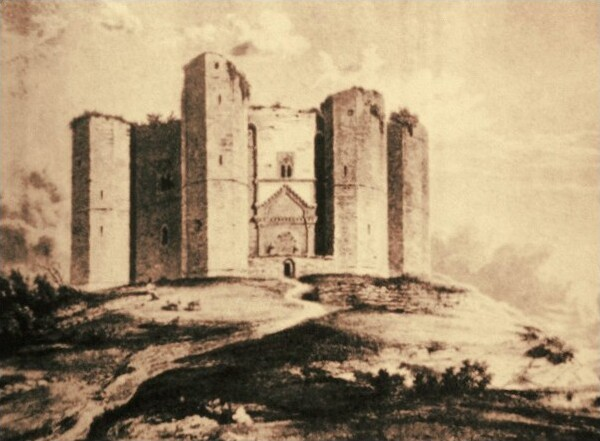
A Castel del Monte 1890-ben

Ekkorra a vár falai már erősen megrongálódtak az éghajlati viszonyok évszázados pusztító hatására (hőmérséklet, pára, szélerózió). Hasonló állapotban voltak a belső termei is: a mennyezet néhol beomlott, az esővíz elárasztotta a belső udvart és a pincehelyiségeket. A felújítási munkálatok első szakaszát 1879-ben kezdték el Sarlo mérnök felügyelete alatt: vízállóvá tették a tetőt, megerősítették a tartóoszlopokat, megjavították a faragott ablakkereteket és részlegesen helyreállították a padlót borító mozaikokat.
A renoválás második részét 1928-tól Quagliati építész vezette: kiásta a törmelékkel betöltött pincéket, újjáépítette a lépcsőházakat és felújította a faragott kőburkolatokat. A szakértők sérelmezték, hogy Quagliati csapata túl nagy mértékben cserélte ki az eredeti építőanyagot, és úgy tartották, hogy ezáltal egy új várat hozott létre. Tény, hogy a vár új, fiatalos külsőt kapott. Legutóbb 1975 és 1981 között végeztek felújítási munkálatokat, ugyanis a függönyfalak leomlással fenyegették a látogatókat. Azóta csak kisebb állagmegóvási munkálatok történtek.

## A vár építészeti jellegzetességei

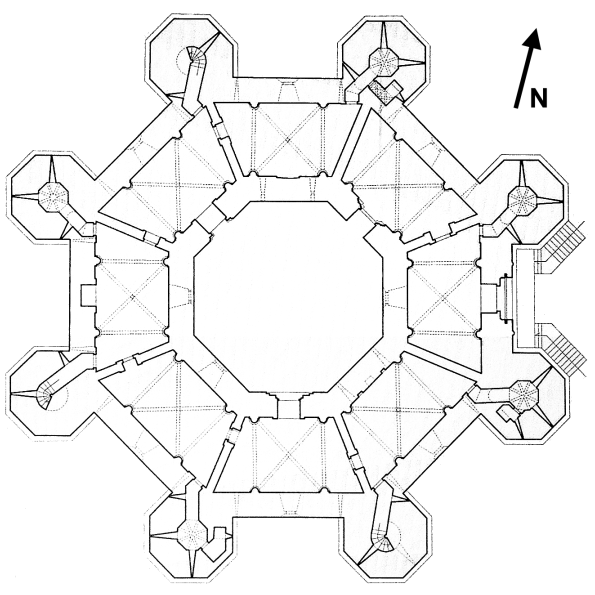
A vár alaprajza

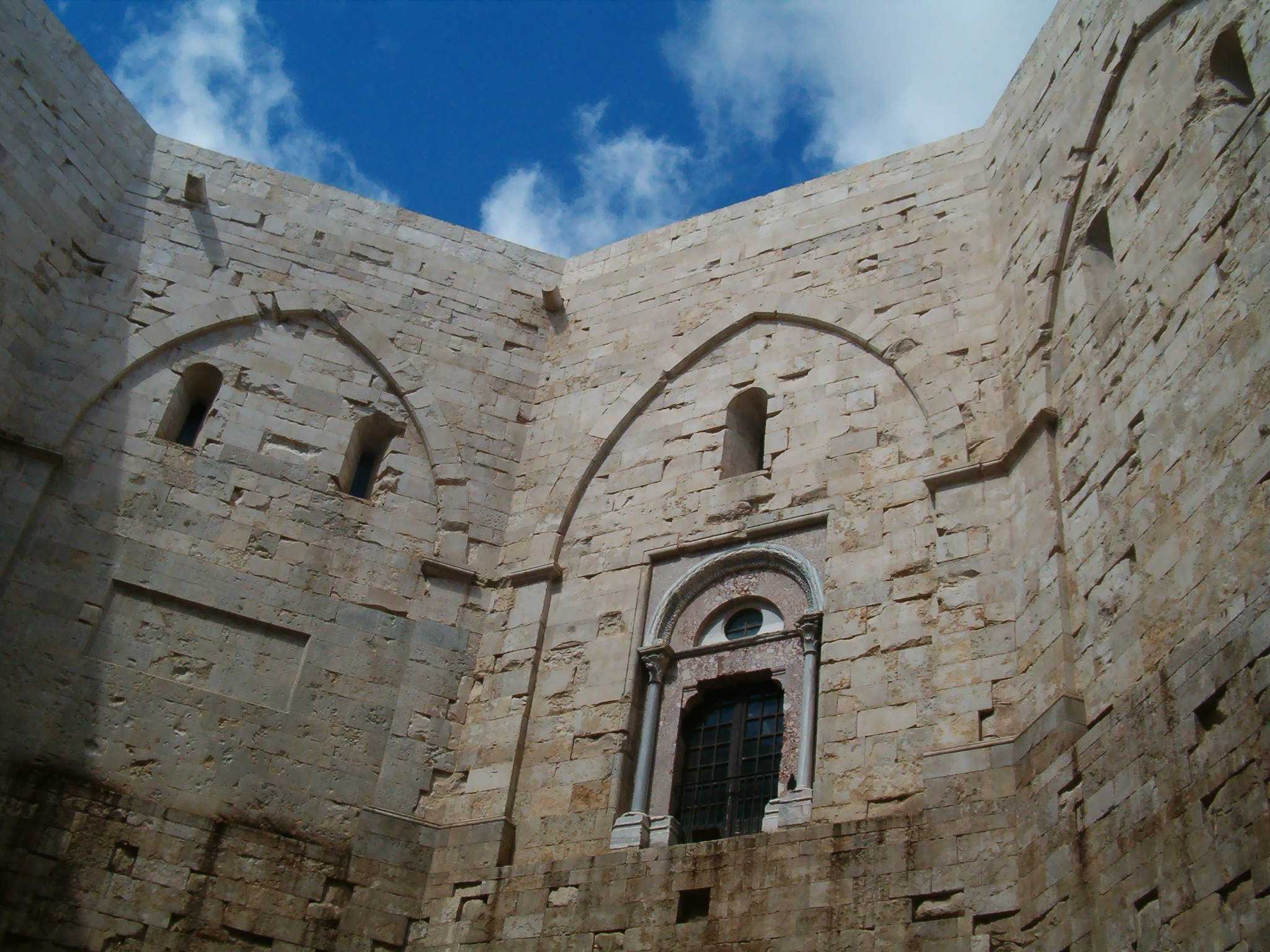
A vár belső udvara

A Castel del Monte ismertségét mindenekelőtt a nyolcas-elvnek megfelelő ideális alaprajzának köszönheti: a nyolcszögletű vár sarkainál nyolcszögletű tornyok állnak, a belső udvar szintén nyolcszögletű, minden emeleten nyolc-nyolc helyiség van. Az alap nyolcszög 25 m magas, oldalai hossza 16,5 m, a tornyok magassága 26 m, oldalaik hossza 3,1 m. Különlegességnek számít, hogy minden torony két oldala egybeesik az alap nyolcszög oldalaival. A főbejárat kelet felé néz. Az épületet nem véletlenül építették magaslatra: ezáltal magasabbnak hatott, mint amilyen a valóságban volt. Nagyobb távolságból a vár négyszögűnek tűnik.
A díszkapu megépítésére különösen nagy figyelmet fordítottak, hiszen ez volt az első építészeti elem, amit az érkező vendégek megpillantottak. A kaput két oldalról faragott pilaszterek tartják. A kapu feletti architrávot kora gótikus és iszlám faragott motívumok díszítik, az oszlopfők faragott oroszlánjai az apuliai román építészet remekei. A kapu falában láthatók az egykori csapórács nyomai. A bejárati kapu és egyes díszítőoszlopok anyaga breccia rossa (jelentése: piros kő). A díszkapu falaiba, a helyi hagyományoknak megfelelően a várat meglátogatók bevésik vagy felírják nevüket és a dátumot, amikor ott jártak. A legrégebbi feljegyzés 1793-ból származik, egy bizonyos Riccardótól.
A belső udvart márvány és korallmészkő burkolatok díszítik. Egyetlen fennmaradt díszítőeleme egy kőtábla, amely lovagi felvonulást ábrázol, valamint egy emberszerű alak, ami egy korabeli szobor vagy szoborcsoport maradványa lehet. Az emeletről három franciaablak nyílik a belső udvarra. A falban ugyanakkor több nyílás is van, ezek valószínűleg egy fából készült belső előtetőt tartottak.
A szalagdíszekkel dekorált falakat helyi mészkőből építették. A földszinten nyolc egynyílású, az emeleten hét egynyílású, valamint egy háromnyílású, Andria városára néző ablak található.
A Castel del Monte különleges tervek szerint épült fel. Nem lehetett a szobákba kívülről bejutni, csakis egy másik szobából, így a császár valószínű tróntermébe is. Korábban azt hitték, hogy a császár merényletektől tartott és így próbálta kivédeni, hogy esetleges merénylők rövid időn belül eljuthassanak lakosztályába. Nem minden helyiség volt közvetlenül összekötve. A földszinten kétszer is ki kell menni az udvarba ahhoz, hogy a következő helyiséget el lehessen érni. Ez azt jelentette, hogy az emeletről követhető volt, hogy ki akar oda feljutni. A tornyokban csigalépcsőkön lehetett haladni, amelyek kőből készültek, ami szintén különlegesség, hiszen más, korabeli kápolna és a templom lépcsőtornyaiban általában fát használtak.
A tizenhat helyiség mindegyike trapéz alaprajzú, bordás keresztboltozat tartja a mennyezetet, azt pedig korallmészkőből faragott oszlopok. Az emeleti termek tartóoszlopait trilobitás márványból faragták. A mennyezet záróköveit antropomorf, zoomorf vagy fitomorf elemek díszítik. Egyes régészek szerint minden helyiségnek megvolt a maga funkciója a falakon belüli életben, illetve tükrözik az adott periódus társadalmi felépítését is, cáfolva ezzel a császár védelmére épült labirintus elméletét. A két emeletet mindössze három, toronyba épített lépcsőház köti össze. A többi tornyot az esővíz összegyűjtésére használták, a vizet egy, a belső udvar alatti nagy ciszternában tárolták. Az árnyékszékek szintén a tornyokban kaptak helyet, ugyanitt voltak a mosdók is.
A vár felépítésében megtalálhatók mind a gótika, mind az iszlám építészet egyes elemei, sőt ókori római hatás is megfigyelhető (pl. az oszlopok kialakításában). A vár egykori kinézetéről azonban keveset tudni. Valószínűsítik, hogy az iszlám kultúra iránt nagy érdeklődést mutató II. Frigyes gazdag díszítést rendelt a várának. A fennmaradt mozaiktöredékek, majolikaburkolatok és falfestmények arra utalnak, hogy a várnak a maitól teljesen eltérő, színes külseje volt. Az egykoron a várat díszítő szobrokról csak néhány 18-19. századi leírás tanúskodik, ugyanis a brigantaggio idején ellopták vagy tönkretették azokat. Két értékes szobrot ma a bari múzeumban őriznek.
II. Frigyes nagyon fényűző életet élt, és korának vezető elméit gyűjtötte maga köré. Sok pompás ünnepséget szervezett és ilyenkor valószínűleg a Castel del Monte körül sátorvárost építtetett a vendégei számára, mivel a vár maga alkalmatlan volt nagyobb tömegek befogadására. Erre azonban nincs konkrét bizonyíték, hiszen a király utazásairól szóló korabeli dokumentumok nem tesznek említést arról, hogy II. Frigyes valaha is megszállt volna a várban. Az olasz történészek legújabb elméletei szerint a Castel del Monte csak rövid ideig volt lakható nagyobb csoportok, mint például a császár udvara számára, ezért Frigyes nagyon kevés időt tölthetett itt (ezzel magyarázzák azt is, hogy a várat nem említik utazásainak leírásában). A várban mindazonáltal a legnagyobb luxus és minden elképzelhető kényelem volt, ez elsősorban az arab hatásnak volt köszönhető, hiszen ők építészetileg sokkal előbbre jártak, mint a nyugat-európaiak.
A Castel del Monte katonai értelemben nem számított erődítménynek, hiszen hiányoztak egyes, a maga korában megszokott védelmi elemei, mint például a vizesárok és a felvonóhíd. Az épületnek inkább reprezentatív jellege volt, a császári eszmeiség, hatalom kifejezője, a II. Frigyes által nagyon kedvelt nyolcas szimbolika által, amely más épületeiben is megmutatkozik (pl. aacheni dóm).

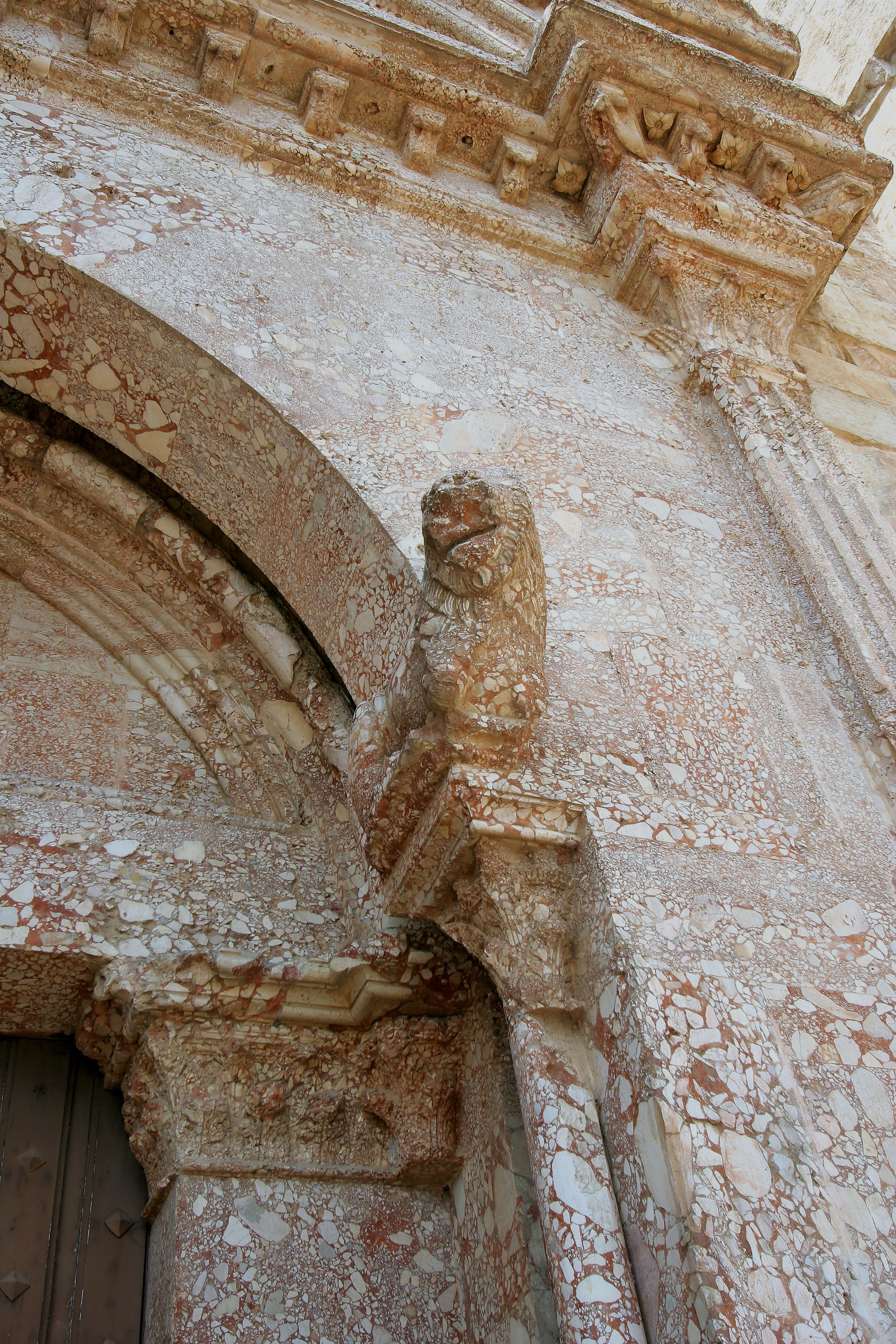
A díszkapu az oroszlánokkal
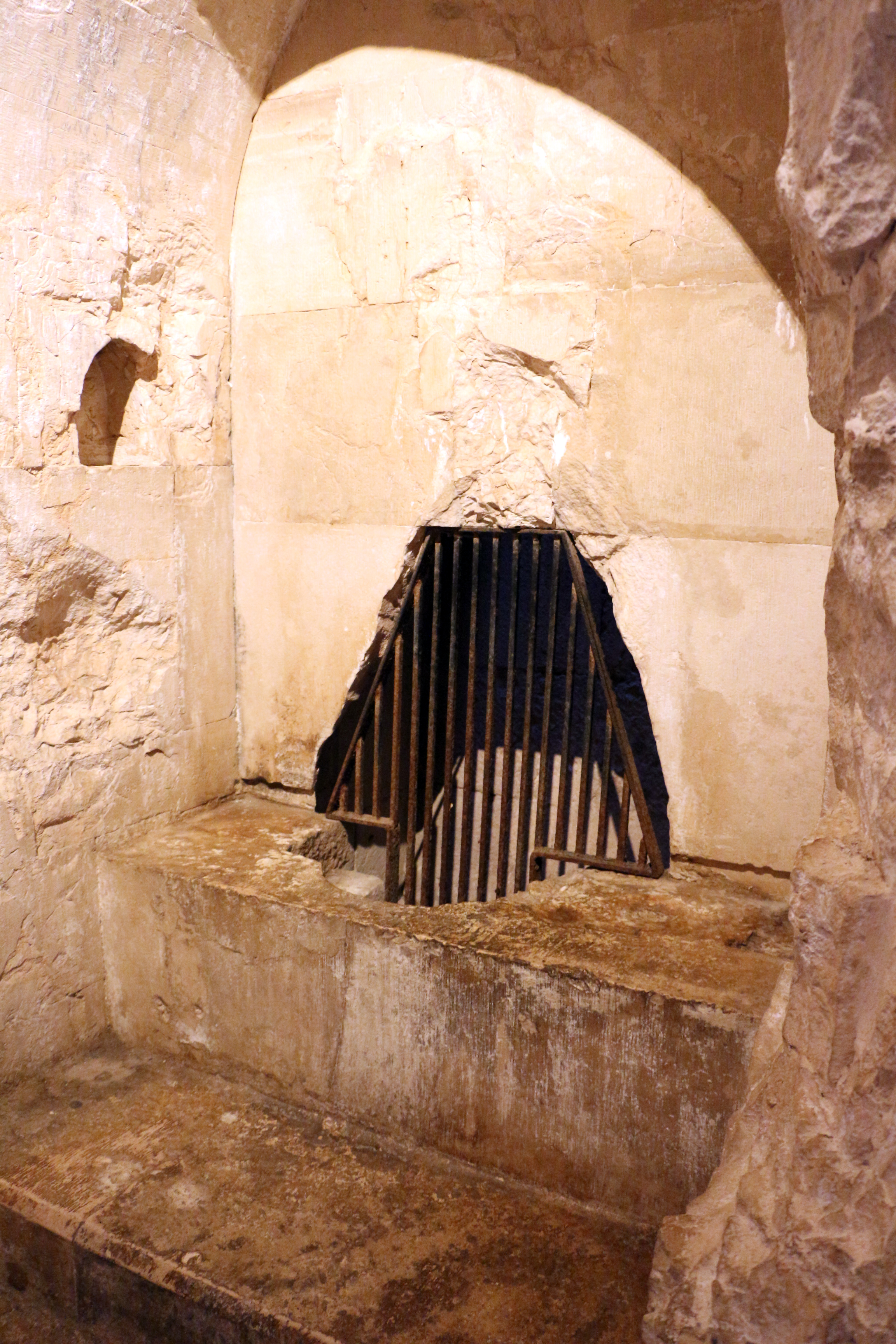
Árnyékszék a várban
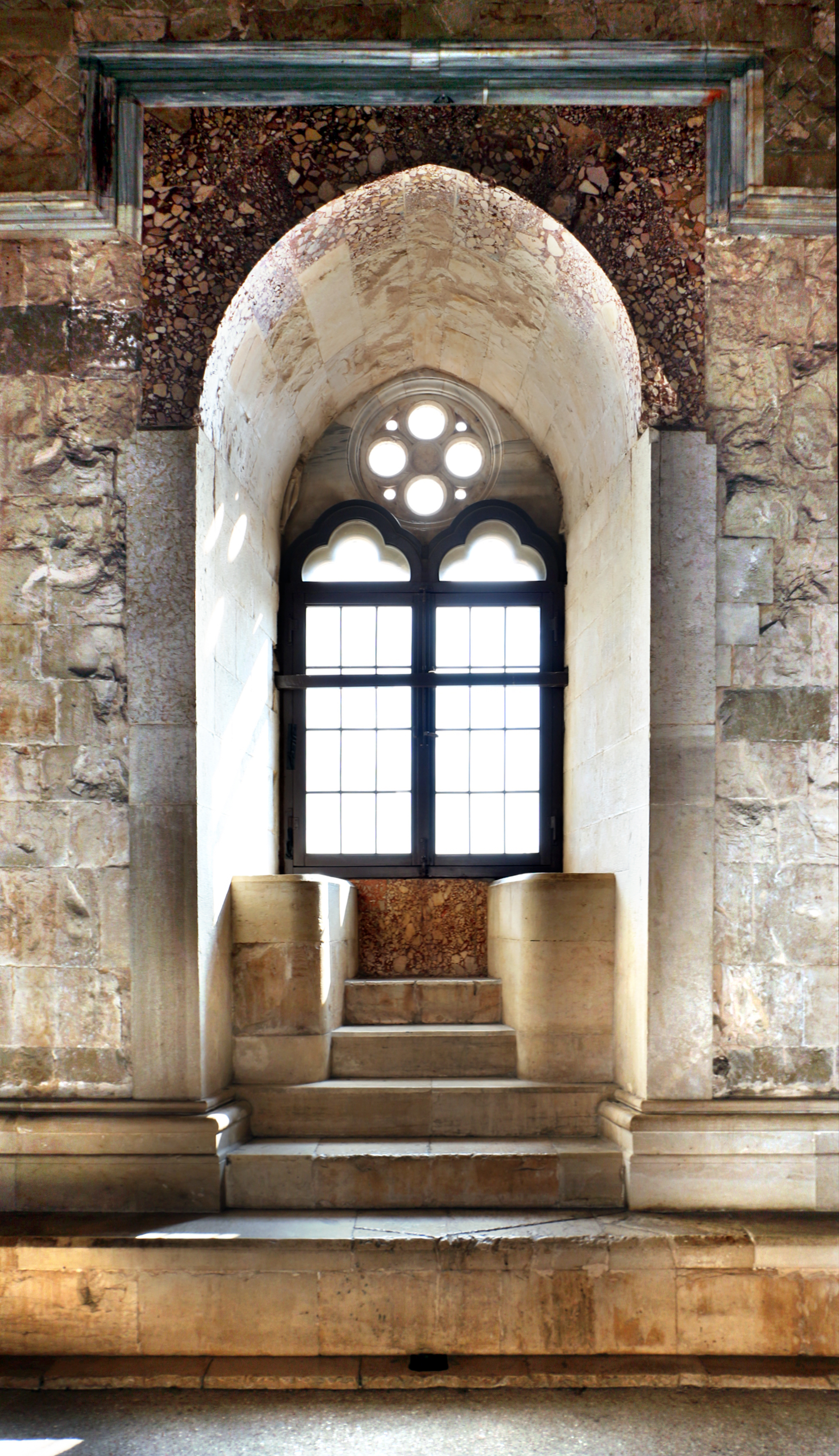
A trónterem
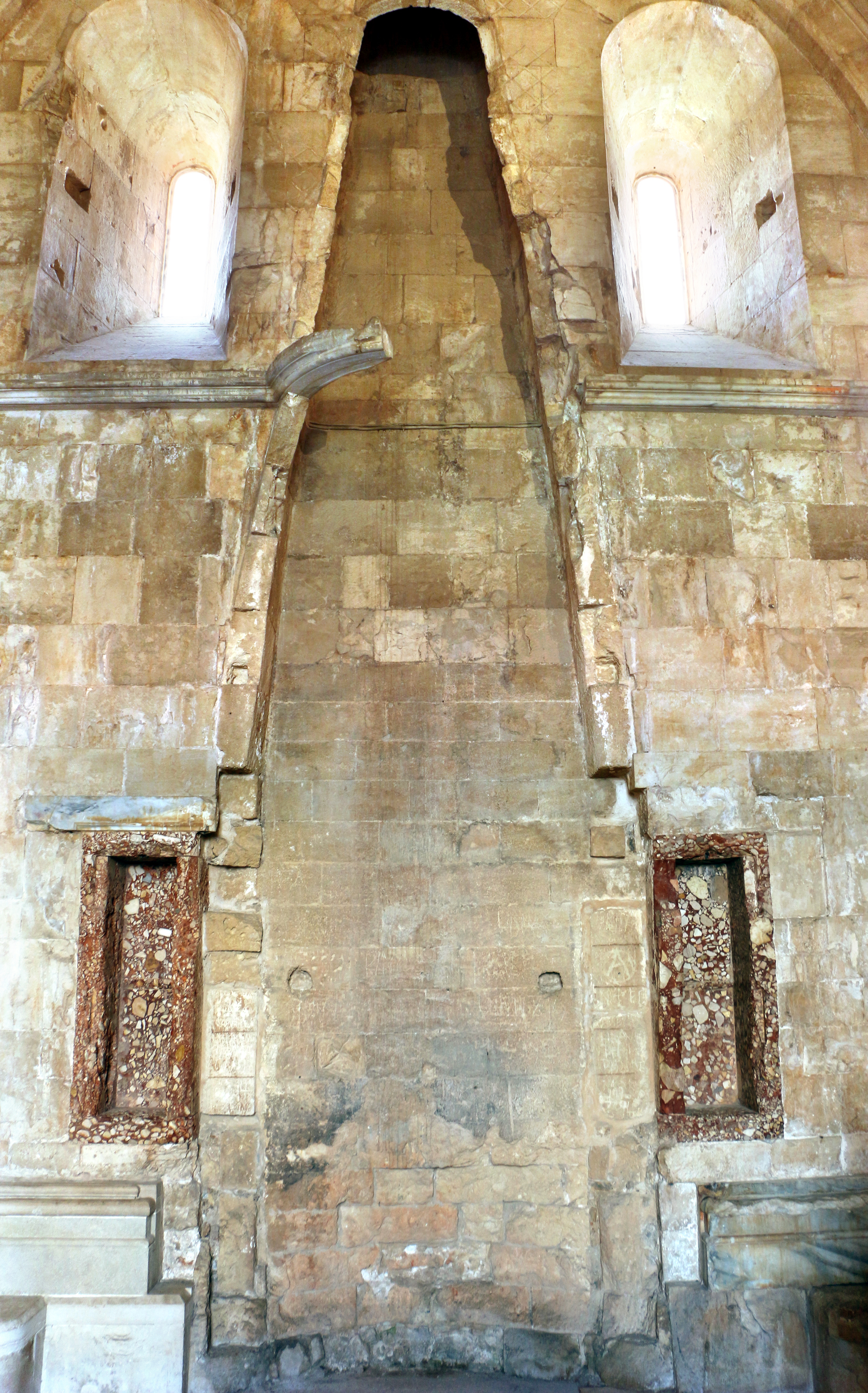
Kandalló a várban

## A vár szimbolikája

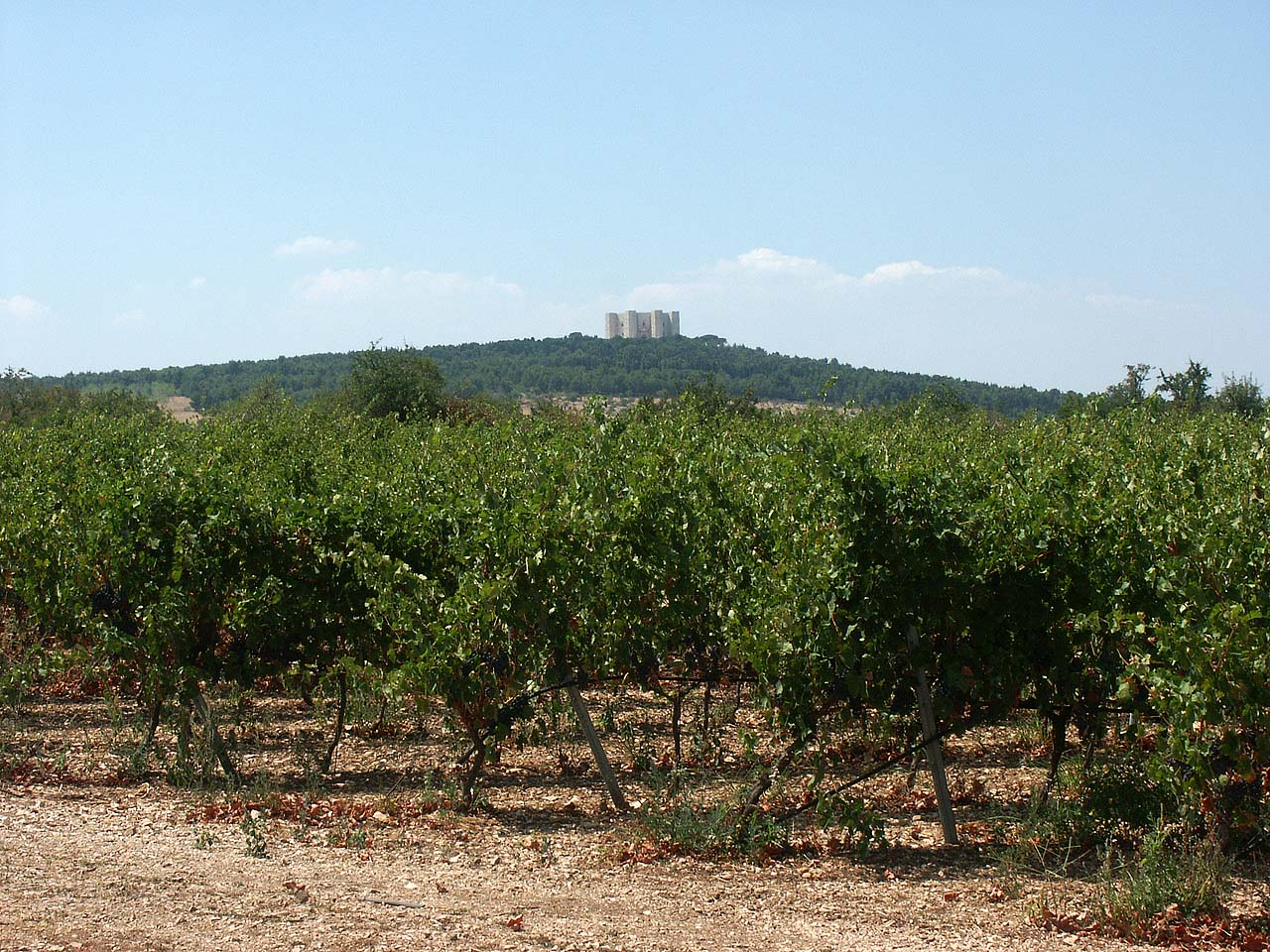
A Castel del Monte távolról

A nyolcszögletű épületnek többféle szimbolikus jelentést tulajdonítottak. Egyrészt a nyolcágú csillag ősi képe a császárság eszméjének a szimbóluma. Ezenkívül az asztrológusok szerint a nyolcszög a négyzet és a kör – az anyag és szellem – között közvetít. A keresztény hitvilágban a nyolcas számjegy arra utal, hogy a teremtés hét napját egy nyolcadik követte, amely a feltámadás révén az újrateremtést jelenti, ugyanakkor a nyolcas szám Krisztus visszatérését is jelképezi. A nyolcas szám szimbolikáját a császár valószínűleg tudatosan alkalmazta az általa kezdeményezett építményekben, így a Castel del Monte szerkezetében is.
A Castel del Montét tudatosan a korona képmásaként tervezték. Az aacheni királyi kápolna, ahol a császárt megkoronázták, ugyancsak nyolcszög alaprajzú, a kápolna Barbarossa-gyertyatartója szintén nyolcszögű, és ugyanilyen a haguenaui Barbarossa-kápolna is, amely a császár kedvenc németországi tartózkodási helye volt.
Más elméletek szerint a Castel del Monte csillagképek mintájára épült: e feltételezéseket támaszthatja alá, hogy az év egyes időszakaiban olyan fény- és árnyékhelyzetek jelentkeznek, amelyek a várat egy túldimenzionált égi naptárrá változtatják. Vannak olyan elképzelések is, amelyek szerint II. Frigyes – aki részt vett a kereszteshadjáratokban – magával hozta a Szentföldről a Szent Grált, melyet a Castel del Monte egyik termében rejtett el.
1991-ben a német Spiegel folyóiratban megjelent egy cikk, amely két olasz kutató különleges elméletét vázolta fel, akik kapcsolatot véltek felfedezni a vár és az egyiptomi gízai Kheopsz piramis között: A Castel del Monte geometriai formai nyelvében II. Frigyes utalásokat tett más, számára fontos helyekre és épületekre: chartres-i katedrális, Jeruzsálem és a Felsendom. Mindenekelőtt a kutatók a vár alaprajzában a Kheopsz piramis képmását vélték felismerni – jeleket a fáraó eltemetett kamrája helyéről, amelyet mostanáig még senki sem talált meg. Ezen elmélet szerint, amely megszámlálhatatlan számjelképpel dolgozik, lehetővé válik a gízai piramis újbóli felfedezése, ha ezt az egyiptomi illetékesek jóváhagyják. Ennek a feltételezésnek sok köze van az asztrológiai központú építészethez, amely érvényes mind a Castel del Montéra, mind a Kheopsz piramisra. II. Frigyes számtalan ilyen kapcsolatot ismert. Az olasz kutatók beszámolója azt is bizonyítja, hogy a vár alap-mértékegysége az egyiptomi rőf volt, és ezáltal megmagyarázható, hogy a vár kerülete megegyezik a Kheopsz piramis oldalainak hosszával, amely szintén 232,92 méter.

## A vár jelentősége
A vár megépítésekor II. Frigyes valószínűleg a stratégiai jelentőségét is szem előtt tartotta, hiszen innen belátni az egész vidéket az Adriai-tenger partjától az Appenninek vonulatáig. A pugliai helyi hűbérurakkal gyakran állt konfliktusban és emiatt állandó készültségben kellett lennie esetleges lázadások leverésére, ezért a várnak hadi jelentősége is volt, habár a legutóbbi kutatások szerint hosszabb ostromnak képtelen lett volna ellenállni. Újabban azt valószínűsítik, hogy a várat rövid ideig, kisebb kísérettel érkező királyok, hűbérurak vették igénybe. Mivel a kor megszokott katonai építészeti elemei (pl. vizesárkok, felvonóhidak stb.) hiányoznak, valószínűleg elsősorban reprezentatív erődítmény volt (a király hatalmának megerősítése) és csak másodsorban lehetett hadi jellege.

## Érdekességek
- Jean-Jacques Annaud A rózsa neve (1986) című filmjében a titokzatos könyvtár, az Edificium a Castel del Montéról lett megmintázva.
- A Castel del Monte képe díszítette az egykori 20 lírás, majd a 200 lírás bélyeget.
- Ma az Olaszországban kibocsátott egy cent értékű euróérme hátoldalát díszíti.
- A vár alaprajza adja a Bari Műszaki Egyetem címerének központi ábráját.
- Ez a hely szolgál Matteo Garrone Szörnyek és szerelmek (2015) című filmjében a bolhát óriásivá növesztő király palotájaként.